# Вілла Шаринська

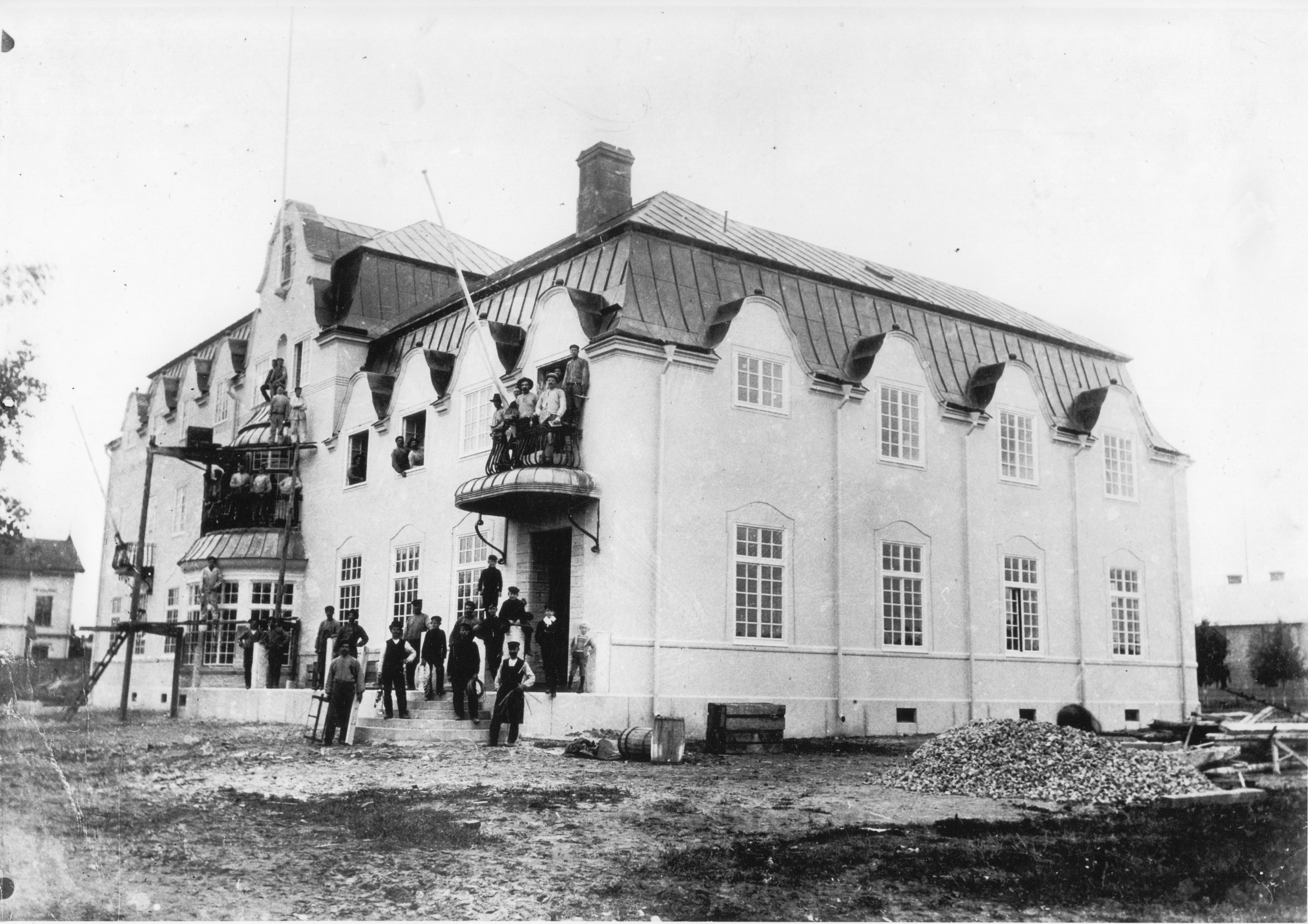
Шаринська вілла, фото 1905 року.

Вілла Шаринська — рожева будівля на вулиці Сторгатан 63-65, розташована поруч з парком Добельнс під Умео, Швеція. Вілла Шаринська була побудована за проектом архітектора Рагнара Естаберга і зведена в експлуатацію в 1904—1905 роках для Егіль Унандера-Шарин і його сім'ї. У 1950 році в будівлі також розташовувався сімейний бізнес AB Scharins Söner.

## Будівля
Зовнішній вигляд будівлі вікторіанський. Існує гребінь над вікнами, з видними арочними вікнами на першому поверсі. Є рококо балкони з кованого заліза. У будинку три поверхи зі зміщенням в сторону, які контрастують з іншими послідовною симетрією. Оновлений фасад злегка червонуватий з фризом під третім поверх. Також інтер'єр багатий дерев'яними панелями стіни, за винятком так званої Іспанської зали, чиї відремонтовані стіни покриті мозаїкою з Іспанії.
Вхідні двері у головного входу мають рельєф, який зроблений Рагнаром Остбергом. Предметом рельєфу є багате листя в особах семи дітей з лелекою в середині. Сім осіб символізують сім дітей в сім'ї Шарин. Вілла Шаринська вважається одним з найкращих творів Остберга під час його молодості.
На півдні від будинку садівника є сад (з цегляною кольоровою бетонною плиткою) в оточенні арочних металевих ґрат на півдні і заході і металевою рейкою на схід. На півночі від будівлі є автостоянка. Стоянка також служить входом в муніципальну штаб-квартиру нерухомості Bostaden

### Будинок садівника
Флігель, також відомий як прибудова або будинок садівника, належить до вілли. Флігель розташований на заході від головної будівлі, і має стиль, який схожий на стиль вілли. Флігель має один поверх з мебльованими верхніми поверхами в західній частині, і півтора поверхи в східній частині. Флігель спочатку був домом для садівника вілли і стайнею з розміщенням кучера. Парник, що протягом довгого часу перебував на його південній стороні, був знесений у 1980-і роки. Флігель, інтер'єр якого не класифікується як захищена державою будівля, вже в наш час був перероблений на чотири гаражі з коричневим склінням навісних дверей з дерева.

## Історія
Егіль Унандер-Шарин зв'язався з декількома архітекторами, включаючи Густава Хермансанам, який розробив багато будинків у Сундсвалі (після руйнівної пожежі 1888) і Ернста Стенхамара, який був архітектором будівлі банку Свенська Хандельсбанкен під Умео, що був побудований в 1894 році. Унандер-Шарин не був щасливий зі своїми пропозиціями і замість цього дав завдання архітекторові Остбергу.
4 липня 1904 Унандеру-Шарин було надано дозвіл на будівництво для ділянки 2 і 3 в блоці Хермуд (ділянка 1 вже розроблена) і вже наступного дня після розкопок на фундамент будинку почав. 14 липня Унандер-Шарин заплатив 7,894.85 місту Умео за дві ділянки. Розташування цих ділянок було результатом плану міста від 1889 року, де були перемальовані всі ділянки в районі, постраждалі від міської пожежі в 1888 році. Дві ділянки були порожні після вогню. Остаточний рахунок за віллу, за оцінками, склав 94 000, з яких 12 000 витрачено для меблювання і 4000 крон для архітектурних креслень Остберга.

### В даний час
У 1959 році родина Шарин продала будівлю муніципалітету Умео, який відновив віллу і зробив кілька змін, так як муніципалітет планував використовувати віллу для студентської профспілкової діяльності. З тих пір муніципалітет переведений за актом в будівлю У тому ж році, коли Вілла Шаринська стала пам'ятником архітектури, а саме в 1981 році, було вирішено між муніципалітетом Умео і студентським союзом, як слід використовувати будівлю. Після оголошення торгів в 1996 році Студентський союз науки і техніки переїхав в будинок, але вони відмовилися від контракту на рубежі 2003/2004 рр.. Операція, яка до цих пір була під егідою некомерційних структур, перейшла в руки Ekonomiska Föreningen för Alternativ Kultur (EFAK) (Економічної асоціації альтернативної культури), який знову відновила віллу восени 2004 року.
Протягом 2006—2013 років діяльність у віллі була приватною. Приклади: рок-клуб під назвою Шаринська з бенкетним залом, підвал паб, таверна і сцена для живої музики. На рубежі 2013/2014 бізнес був перенесений в новий Музей гітар в Васасколані.
Восени 2013 року почався зовнішній ремонт будівлі, і 31 січня 2014 розпочався і інтер'єр оновлення, що, як очікується, займе один рік. Водночас, мешканці пішли з будівлі.